# Inaspettata (singolo)
Inaspettata è un brano musicale di Biagio Antonacci, estratto come secondo singolo dall'album Inaspettata. Il brano figura il featuring della cantante britannica Leona Lewis.
Il video musicale prodotto per Inaspettata è stato girato da Gaetano Morbioli, per la Run Multimedia a Londra, ed è stato presentato in anteprima durante la seconda serata dei Wind Music Awards il 14 giugno 2010.

## Tracce
Digital Download
1. Inaspettata - 4:12
2. Inaspettata (solo Leona Lewis) - 4:50